# 科里斯區

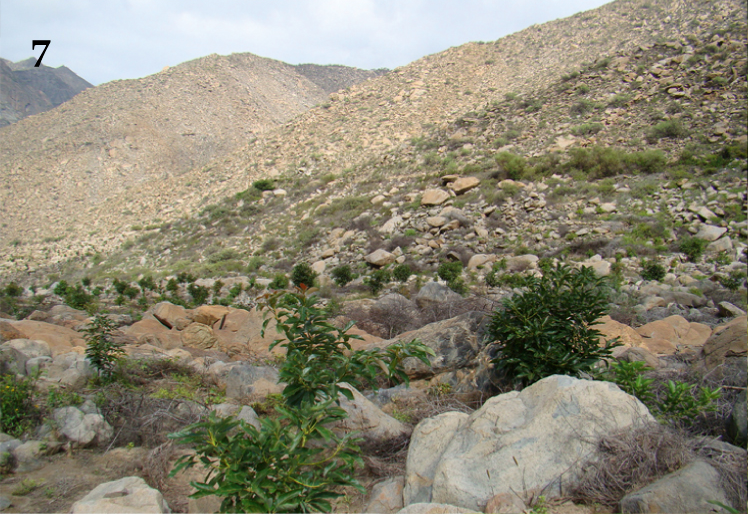

9°49′59″S 77°45′00″W / 9.83306°S 77.75000°W
科里斯區（西班牙語：Distrito de Coris），是秘魯的一個區，位於該國北部安卡什大區的艾哈省，始建於1922年2月10日，面積267.15平方公里，海拔高度2,890米，2002年人口2,189，人口密度為每平方公里8.2人。